# Dubieniecki Bór
Dubieniecki Bór (biał. Бор-Дубінец; ros. Бор-Дубинец) – wieś na Białorusi, w obwodzie brzeskim, w rejonie stolińskim, w sielsowiecie Bereźne.
Znajduje się tu parafialna cerkiew prawosławna pw. Opieki Matki Bożej.

## Historia
W dwudziestoleciu międzywojennym leżał w Polsce, w województwie poleskim, w powiecie stolińskim, do 18 kwietnia 1928 w gminie Płotnica, następnie w gminie Stolin. Po II wojnie światowej w granicach Związku Sowieckiego. Od 1991 w niepodległej Białorusi.